# Station Fushimi-Momoyama
Station Fushimi-Momoyama (伏見桃山駅, Fushimi-Momoyama-eki) is een spoorwegstation in de wijk Fushimi-ku in de Japanse stad  Kyoto. Het wordt aangedaan door de Keihan-lijn. Het station heeft twee sporen, gelegen aan twee zijperrons. Het station bevindt zich tussen kantoren en een winkelpromenade in; de perrons zijn te bereiken via twee ondergrondse passages.

## Treindienst

### Keihan-lijn
| 1 | ■ Keihan-lijn | richting Sanjō en Demachiyanagi                            |
| 2 | ■ Keihan-lijn | richting Hirakatashi, Kyōbashi, Yodoyabashi en Nakanoshima |

## Geschiedenis
Het station werd in 1910 onder de naam Fushimi geopend. In 1915 kreeg het station de huidige naam.   

## Overig openbaar vervoer
Bussen 6, 19, 20, 22, 23, 25 en 81.

## Stationsomgeving
- Station Momoyama-Goryō-mae aan de Kintetsu Kioto-lijn
- Otesuji-winkelpromenade:
  - 7-Eleven
  - McDonald's
  - Kentucky Fried Chicken
  - MOS Burger
  - Daily Yamazaki
- Fushimi-Momoyama-Misasagi (graf van keizer Meiji)
- Nogi-schrijn (schrijn ter ere van generaal Maresuke Nogi)
- Gogō-no-miya-schrijn
- Fushimi-Momoyama-park
- Stadsdeelkantoor van Fushimi-ku
- Autoweg 24
- Kizakura Kappa Country (themapark)
- Genkū-tempel
- Tsutaya